# Georg Goetz
Georg Goetz o Götz (Gompertshausen, 3 de noviembre de 1849 - Jena, 1 de enero de 1932) fue un filólogo y lexicólogo clásico alemán, conocido por sus trabajos sobre Plauto y Varrón.

## Biografía
De 1870 a 1873 estudió en la Universidad de Leipzig, donde tuvo por maestro a Friedrich Ritschl. En 1873 se doctoró con la tesis De temporibus Ecclesiazuson Aristophanis, y tras su subsiguiente graduación, trabajó como tutor en San Petersburgo. En 1877 obtuvo su habilitación para enseñar filología clásica en Leipzig, y dos años después se convirtió en profesor asociado de la Universidad de Jena. Desde 1880 a 1924 fue profesor titular de filología clásica en Jena, donde fue además rector en tres ocasiones separadas (1890/91, 1902 y 1910/11). Realizó la primera edición de Plauto que cumplía con los estándares de la crítica textual, editó a Varrón y a Catón el Viejo e hizo una colosal contribución al estudio y edición de los glosarios latinos de los que bebió el posterior Thesaurus Linguae Latinae.

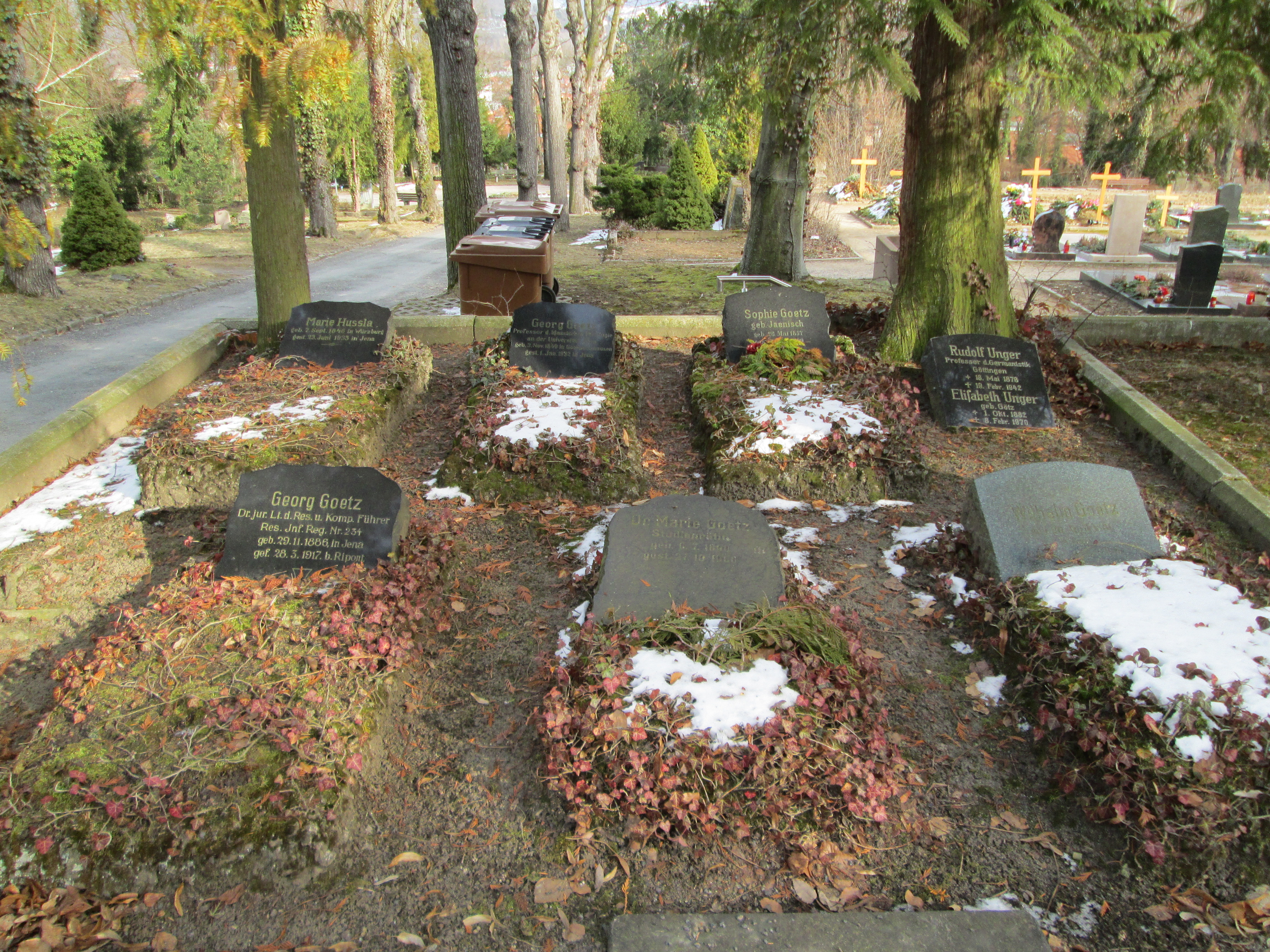
Tumba de Georg Goetz

## Obras publicadas
Fue coeditor de cuatro volúmenes de comedias de Plauto (T. Macci Plauti Comoediae), y trabajó en los siete volúmenes del Corpus glossariorum Latinorum (1888-1923) y a la Realencyclopädie der classischen Altertumswissenschaft de August Pauly. Otras obras importantes de Goetz incluyen:
- "Dittographien im Plautustexte nebst methodischen Folgerungen. Eine kritische Untersuchung". En: Acta societatis philologae Lipsiensis. Band 6 (1877), S. 233–328.
- Analecta Plautina. Leipzig 1877 (con Fritz Schöll y Gustav Löwe).
- Glossarium Terentianum ex recensione. Jena 1885.
- De Astrabae Plautinae fragmentis commentatio. Jena 1893.[4]
- M. Terenti Varronis rerum rusticarum libri tres, post Henricum Keil iterum, 1912 (post Heinrich Keil; edición de Marco Terencio Varrón).
- M. Porci Catonis De agri cultura liber, 1922 (edición de Marco Porcio Catón).[5]
- Der Liber glossarum, Leipzig: S. Hirzel, 1893
- De glossariorum latinorum origine et fatis, Leipzig: B.-G. Teubner, 1923